# Аксалу, Михкель
Михкель Аксалу (эст. Mihkel Aksalu; 7 ноября 1984, Курессааре, Эстонская ССР, СССР) — эстонский футболист, вратарь национальной сборной Эстонии.

## Карьера

### Клубная
Михкел Аксалу начал свою профессиональную карьеру в 2000 году клубе «Курессааре», где за три года сыграл лишь один матч и дважды побывал в аренде в других клубах. В 2003 году подписал контракт с одним из лидеров эстонского футбола, «Флорой». За семь лет в клубе вратарь сыграл 116 матчей в основном составе и выиграл суперкубок Эстонии, а в 2004 году, находясь в аренде в «Тервисе», забил пока свой единственный гол в профессиональной карьере[уточнить].
29 января 2010 года было объявлено о переходе Аксалу в английский «Шеффилд Юнайтед». Однако, из-за травмы игрок не смог закрепиться в основном составе клуба и, побывав в краткосрочной аренде в «Мансфилд Таун», в апреле 2012 года снова подписал контракт с «Флорой». Но после двух месяцев в клубе Аксалу был вынужден разорвать контракт, чтобы залечить боли в спине, которые не позволяли ему выходить на поле.
В апреле 2013 года вратарь перешёл в финский клуб «СИК» и в этом же году вместе с командой выиграл вторую финскую лигу. В 2014 году вратарь стал обладателем кубка финской лиги. В 2015 стал чемпионом Финляндии. В 2019 году покинул финский клуб, сыграв за это время более 180 матчей.
В 2021 году перешёл в «Пайде».

### Сборная
Аксалу вызывался в молодёжную сборную до 21 года, сыграв за неё 13 матчей.
За национальную сборную Эстонии Аксалу дебютировал 17 октября 2007 года в матче против сборной Черногории. 15 октября 2018 года в игре против сборной Венгрии получил травму бедра и на 43 минуте был заменен. Всего на 16 октября 2018 года за сборную вратарь сыграл 43 матча.

## Статистика

### Сборная
По состоянию на 16 октября 2018 года
| Сборная | Год   | Матчи | Голы |
| ------- | ----- | ----- | ---- |
| Эстония |       |       |      |
| 2007    | 2     | 0     |      |
| 2008    | 3     | 0     |      |
| 2009    | 1     | 0     |      |
| 2010    | 3     | 0     |      |
| 2012    | 1     | 0     |      |
| 2013    | 1     | 0     |      |
| 2014    | 3     | 0     |      |
| 2015    | 7     | 0     |      |
| 2016    | 8     | 0     |      |
| 2017    | 8     | 0     |      |
| 2018    | 6     | 0     |      |
| 2019    | 2     | 0     |      |
| Итого   | Итого | 45    | 0    |

## Достижения

### Клубные
«Флора»:
- Обладатель Кубка Эстонии (2): 2007/08, 2008/09
- Обладатель суперкубка Эстонии (1): 2009

 «СИК»:
- Чемпион Финляндии (1): 2015
- Обладатель Кубка Финляндии (1): 2016
- Обладатель кубка финской лиги (1): 2014
- Победитель второй лиги Финляндии (1): 2013

### Личные
- Лучший вратарь Балтийской лиги (1): 2007
- Лучший вратарь Вейккауслииги (1): 2015
- Лучший игрок ФК «СИК» : 2015